# Гесмолд
Гесмолд (на немски: Gesmold) е част от град Меле в Германия, провинция Долна Саксония.
Има население от 3355 жители към 31 декември 2008 г.
В Гесмолд има дворец, който за пръв път е споменат през 1160 г. На 1 юли 1972 г. Гесмолд е присъединен към общината на град Меле (Мелле).